# Portada/efemèride desembre 7
Mário Soares
« 6 de desembre · 7 de desembre · 8 de desembre »